# Afrolicania elaeosperma
Afrolicania elaeosperma is een soort uit de familie Chrysobalanaceae. Het is een kleine boom die tot 15 meter hoog kan worden. De zaden zijn een bron van nuttige olie en worden vaak in het wild verzameld, veelal langs de kust. De pit van de vrucht is broos en de olieachtige kern kan er gemakkelijk uit worden verwijderd.
De soort komt voor in West- en westelijk Centraal-Afrika, van Guinee tot in Congo-Brazzaville. Hij groeit in oerbossen en secundair bossen langs kusten en rivieren en soms aan de landzijde achter mangrovebossen. Het groeit vaak op zeer arme zandgronden. 
De zaden bevatten 40 - 58% olie die snel stolt tot een vernisachtige massa. Deze zaadolie wordt gebruikt als haarolie en lichaamsparfum. Het werd vroeger gebruikt als vervanging voor lijnolie in verven en vernissen.